# Ionuț Cioinac
Ionuț Adrian Cioinac (sinh ngày 14 tháng 1 năm 1991) là một cầu thủ bóng đá người România thi đấu cho câu lạc bộ Liga I CSM Politehnica Iași ở vị trí tiền vệ.